# Steven Brown
Steven Brown (7 mei 1987, Ashford (Surrey)) is een golfer uit Engeland.

## Amateur
In 2010 ging hij al naar de Tourschool. Hij eindigde in Stage 1 als beste amateur op de 4de plaats op de London Golf Club maar plaatste zich in Stage 2 niet voor de Final Stage.
In mei 2011 werd hij 2de bij het Schots Open Strokeplay achter Andy Sullivan. In juli won hij het Engels Amateur Matchplay door de 17-jarige Jamie Clare in de 36-holes finale met 7&5 te verslaan en in september speelde Brown in de Walker Cup, waarbij hij het halve punt haalde dat de overwinning van het Brits-Ierse team vaststelde.   Hij had handicap +4.

### Gewonnen
- 2011: English Amateur Matchplay

## Professional
Brown werd na de Walker Cup professional.
Sinds 2014 (zijn rookieseizoen speelt hij op de Challenge Tour. Hij eindigde vier keer in de top-10 waarna hij in augustus nummer 19 op de Challenge Tour Ranking stond en mocht meedoen aan de Rolex Trophy.